# 山口洋一
山口洋一（日语：／ Yamaguchi Yōichi，1937年1月14日—）是原外交官、文笔家。

## 生平
原籍是佐贺县。少年时期迁居镰仓。1960年从东京大学毕业，进入外务省，经济局，亚洲局，调查部，信息文化局，法国、南越、意大利、印度尼西亚各大使馆，1981年开始担任巴黎联合国教科文组织常驻代表、驻马达加斯加特命全权大使、土耳其特命全权大使、驻缅甸特命全权大使。1998年从外务省辞职，并担任东芝顾问、NPO法人亚洲母子福利协会理事长。